# Hrabstwo Marion (Alabama)

Piramida wieku hrabstwa

Marion – hrabstwo w stanie Alabama w USA. Populacja liczy 30 776 mieszkańców (stan według spisu z 2010 roku). Stolicą hrabstwa jest Hamilton.
Powierzchnia hrabstwa to 1926 km² (w tym 6 km² stanowią wody). Gęstość zaludnienia wynosi 16 osób/km². 

## Miejscowości
- Bear Creek
- Brilliant
- Guin
- Hackleburg
- Hamilton
- Twin
- Winfield